# Paeonia 'Nymphe'
Paeonia 'Nymphe' — сорт пиона молочноцветкового (Paeonia lactiflora). По строению цветка относится к группе японских пионов (англ. Moon of Nippon).

## Биологическое описание
Многолетнее травянистое растение.
Высота растения 60—65 см, ширина 75—80 см.
Цветки простые, розовые, с жёлтыми пыльниками.
Позднего цветения.
Аромат сильный.

## В культуре
Условия культивирования см: Пион молочноцветковый.